# Hans Martin Gjedrem
Hans Martin Gjedrem (ur. 6 lipca 1980 w Vallldal) – norweski biathlonista, reprezentant kraju w zawodach pucharu świata oraz na mistrzostwach Europy. Trzykrotny medalista mistrzostw Europy.
Najlepszą pozycją Gjedrema indywidualnie w PŚ jest trzecie miejsce w sprincie w Lahti 3 marca 2007, kiedy przegrał tylko ze swoim rodakiem Alexandrem Os'em oraz Raphaëlem Poirée. Wspólnie z kolegami z drużyny odniósł zwycięstwo w biegu sztafet mieszanych w zawodach w Pjongczangu. Poza tym trzykrotnie triumfował podczas zawodów Pucharu IBU, a także zajął drugie miejsce w klasyfikacji generalnej tychże zawodów.
Dwukrotny medalista: złoto w biatlonie - sprint indywidualnie (10 km) oraz srebro drużynowo na Zimowych igrzyskach wojskowych w Dolinie Aosty (2010).

## Osiągnięcia

### Puchar Świata
| Sezon     | Miejsce |
| --------- | ------- |
| 2005/2006 | 89.     |
| 2006/2007 | 40.     |
| 2007/2008 | 53.     |
| 2008/2009 | 64.     |
| 2009/2010 | 71.     |

### Mistrzostwa Europy
| 2002 Kontiolahti (Finlandia)   | 15. miejsce (IN), 17. miejsce (SP), 20. miejsce (PU), 8. miejsce (RL) |
| 2003 Forni Avoltri (Włochy)    | 10. miejsce (IN), 31. miejsce (SP), 31. miejsce (PU), 8. miejsce (RL) |
| 2004 Mińsk (Białoruś)          | 33. miejsce (IN), 15. miejsce (SP), 26. miejsce (PU),                 |
| 2006 Langdorf-Arberse (Niemcy) | 31. miejsce (IN), 46. miejsce (SP), 24. miejsce (PU), 3. miejsce (RL) |
| 2007 Bansko (Bułgaria)         | 2. miejsce (IN), 7. miejsce (SP), 7. miejsce (PU), 2. miejsce (RL)    |